# Giải Grammy cho trình diễn giọng pop nam xuất sắc nhất
Giải Grammy ở hạng mục "Trình diễn giọng Pop nam xuất sắc nhất" đã được trao từ năm 1966 đến 2011 (năm cuối cùng được trao cho các bản thu âm phát hành trong năm 2010). Giải thưởng đã có một số thay đổi nhỏ về tên:
- Năm 1966 giải được gọi là Trình diễn giọng đương đại (R&R) xuất sắc nhất - Nam
- Năm 1967 giải thưởng được hợp thức hóa với giải thưởng tương đương dành cho nữ như là Giải Grammy cho Trình diễn giọng đơn đương đại (R&R) xuất sắc nhất - Nam hoặc Nữ
- Năm 1968 giải được gọi là Trình diễn giọng đơn đương đại nam xuất sắc nhất
- Năm 1969 giải đổi thành Trình diễn giọng Pop đương đại nam xuất sắc nhất
- Từ 1970 đến 1971 giải được trao với tên gọi Trình diễn giọng đương đại xuất sắc nhất, Nam
- Từ 1972 đến 1994 là Trình diễn giọng Pop xuất sắc nhất, Nam
- Kể từ năm 1995 chúng được gọi là Trình diễn giọng pop nam xuất sắc nhất

Giải thưởng đã được ngưng lại từ năm 2012 trong một cuộc cải tổ lớn các hạng mục của Grammy. Từ năm 2012, tất cả các màn biểu diễn đơn trong thể loại pop (nam, nữ, nhạc công) đã được chuyển thành Trình diễn Pop đơn xuất sắc nhất.
Một giải thưởng tương tự cho Trình diễn giọng hát xuất sắc nhất, Nam đã được trao từ năm 1959 đến năm 1968. Đây cũng là hạng mục trong lĩnh vực nhạc pop, nhưng không chỉ rõ nhạc pop.

## Nghệ sĩ thắng giải qua từng năm
| Năm[I] | Chiến thắng       | Tác phẩm được đề cử                        | Đề cử khác                                                            | Nguồn       |
| ------ | ----------------- | ------------------------------------------ | --------------------------------------------------------------------- | ----------- |
| 1959   | Perry Como        | "Catch a Falling Star"                     | - "Witchcraft" – Frank Sinatra                                        | [ 1 ] [ 2 ] |
| 1959   | Frank Sinatra     | Come Dance with Me!                        | - "Mack The Knife" – Bobby Darin                                      | [ 1 ] [ 2 ] |
| 1961   | Ray Charles       | "Georgia On My Mind"                       | - "Nice 'n' Easy" – Frank Sinatra                                     | [ 1 ] [ 2 ] |
| 1962   | Jack Jones        | "Lollipops and Roses"                      | - Portrait of My Love – Steve Lawrence                                | [ 1 ] [ 2 ] |
| 1963   | Tony Bennett      | I Left My Heart in San Francisco           | - What Kind of Fool Am I - and Other Show-Stoppers – Sammy Davis, Jr. | [ 1 ] [ 2 ] |
| 1964   | Jack Jones        | "Wives and Lovers"                         | - I Wanna Be Around... – Tony Bennett                                 | [ 1 ] [ 2 ] |
| 1965   | Louis Armstrong   | "Hello, Dolly!"                            | - Who Can I Turn To? – Tony Bennett                                   | [ 1 ] [ 2 ] |
| 1966   | Frank Sinatra     | "It Was a Very Good Year"                  | - "Yesterday" – Paul McCartney                                        | [ 1 ] [ 2 ] |
| 1967   | Frank Sinatra     | "Strangers in the Night"                   | - The Impossible Dream – Jack Jones                                   | [ 1 ] [ 2 ] |
| 1968   | Glen Campbell     | "By the Time I Get to Phoenix"             | - "Yesterday" – Ray Charles                                           | [ 1 ] [ 2 ] |
| 1969   | José Feliciano    | "Light My Fire"                            | - "Wichita Lineman" – Glen Campbell                                   | [ 1 ] [ 2 ] |
| 1970   | Harry Nilsson     | "Everybody's Talkin'"                      | - "Raindrops Keep Fallin' on My Head" – B.J. Thomas                   | [ 1 ] [ 2 ] |
| 1971   | Ray Stevens       | "Everything Is Beautiful"                  | - "Sweet Baby James" – James Taylor                                   | [ 1 ] [ 2 ] |
| 1972   | James Taylor      | "You've Got a Friend"                      | - "It's Impossible" – Perry Como                                      | [ 1 ] [ 2 ] |
| 1973   | Harry Nilsson     | "Without You"                              | - "The Candy Man" – Sammy Davis, Jr.                                  | [ 1 ] [ 2 ] |
| 1974   | Stevie Wonder     | "You Are the Sunshine of My Life"          | - There Goes Rhymin' Simon – Paul Simon                               | [ 1 ] [ 2 ] |
| 1975   | Stevie Wonder     | Fulfillingness' First Finale               | - "Please Come to Boston" – Dave Loggins                              | [ 1 ] [ 2 ] |
| 1976   | Paul Simon        | Still Crazy After All These Years          | - "Rhinestone Cowboy" – Glen Campbell                                 | [ 1 ] [ 2 ] |
| 1977   | Stevie Wonder     | Songs in the Key of Life                   | - "You'll Never Find Another Love Like Mine" – Lou Rawls              | [ 1 ] [ 2 ] |
| 1978   | James Taylor      | "Handy Man"                                | - "When I Need You" – Leo Sayer                                       | [ 1 ] [ 2 ] |
| 1979   | Barry Manilow     | "Copacabana (At the Copa)"                 | - "Sometimes When We Touch" – Dan Hill                                | [ 1 ] [ 2 ] |
| 1980   | Billy Joel        | 52nd Street                                | - "Up on the Roof" – James Taylor                                     | [ 1 ] [ 2 ] |
| 1981   | Kenny Loggins     | "This Is It"                               | - "Theme from New York, New York" – Frank Sinatra                     | [ 1 ] [ 2 ] |
| 1982   | Al Jarreau        | Breakin' Away                              | - "Just the Two of Us" – Bill Withers                                 | [ 1 ] [ 2 ] |
| 1983   | Lionel Richie     | "Truly"                                    | - "Don't Talk to Strangers" – Rick Springfield                        | [ 1 ] [ 2 ] |
| 1984   | Michael Jackson   | Thriller                                   | - "Uptown Girl" – Billy Joel                                          | [ 1 ] [ 2 ] |
| 1985   | Phil Collins      | "Against All Odds (Take a Look at Me Now)" | - "Missing You" – John Waite                                          | [ 1 ] [ 2 ] |
| 1986   | Phil Collins      | No Jacket Required                         | - "Part-Time Lover" – Stevie Wonder                                   | [ 1 ] [ 2 ] |
| 1987   | Steve Winwood     | "Higher Love"                              | - "Sweet Freedom" – Michael McDonald                                  | [ 1 ] [ 2 ] |
| 1988   | Sting             | Bring on the Night                         | - "Moonlighting (chủ đề)" – Al Jarreau                                | [ 1 ] [ 2 ] |
| 1989   | Bobby McFerrin    | "Don't Worry, Be Happy"                    | - "Roll With It" – Steve Winwood                                      | [ 1 ] [ 2 ] |
| 1990   | Michael Bolton    | "How Am I Supposed to Live Without You"    | - Batman – Prince                                                     | [ 1 ] [ 2 ] |
| 1991   | Roy Orbison       | "Oh, Pretty Woman (live 1987)"             | - "Downtown Train" – Rod Stewart                                      | [ 1 ] [ 2 ] |
| 1992   | Michael Bolton    | "When a Man Loves a Woman"                 | - "Crazy" – Seal                                                      | [ 1 ] [ 2 ] |
| 1993   | Eric Clapton      | "Tears in Heaven"                          | - Joshua Judges Ruth – Lyle Lovett                                    | [ 1 ] [ 2 ] |
| 1994   | Sting             | "If I Ever Lose My Faith in You"           | - "Have I Told You Lately" – Rod Stewart                              | [ 1 ] [ 2 ] |
| 1995   | Elton John        | "Can You Feel the Love Tonight"            | - "Love the One You're With" – Luther Vandross                        | [ 1 ] [ 2 ] |
| 1996   | Seal              | "Kiss From a Rose"                         | - "When We Dance" – Sting                                             | [ 1 ] [ 2 ] |
| 1997   | Eric Clapton      | "Change the World"                         | - "Let Your Soul Be Your Pilot" – Sting                               | [ 1 ] [ 2 ] |
| 1998   | Elton John        | "Candle in the Wind 1997"                  | - "Barely Breathing" – Duncan Sheik                                   | [ 1 ] [ 2 ] |
| 1999   | Eric Clapton      | "My Father's Eyes"                         | - "You Were Meant for Me" by Sting                                    | [ 1 ] [ 2 ] |
| 2000   | Sting             | "Brand New Day"                            | - "Livin' la Vida Loca" – Ricky Martin                                | [ 1 ] [ 2 ] |
| 2001   | Sting             | "She Walks This Earth"                     | - "6, 8, 12" – Brian McKnight                                         | [ 1 ] [ 2 ] |
| 2002   | James Taylor      | "Don't Let Me Be Lonely Tonight"           | - "Still" – Brian McKnight                                            | [ 1 ] [ 2 ] |
| 2003   | John Mayer        | "Your Body Is a Wonderland"                | - "October Road" – James Taylor                                       | [ 1 ] [ 2 ] |
| 2004   | Justin Timberlake | "Cry Me a River"                           | - "Keep Me In Your Heart" – Warren Zevon                              | [ 1 ] [ 2 ] |
| 2005   | John Mayer        | "Daughters"                                | - "Love's Divine" – Seal                                              | [ 1 ] [ 2 ] |
| 2006   | Stevie Wonder     | "From the Bottom of My Heart"              | - "Lonely No More" – Rob Thomas                                       | [ 1 ] [ 2 ] |
| 2007   | John Mayer        | "Waiting on the World to Change"           | - "Bad Day" – Daniel Powter                                           | [ 1 ] [ 2 ] |
| 2008   | Justin Timberlake | "What Goes Around... Comes Around"         | - "Amazing" – Seal                                                    | [ 1 ] [ 2 ] |
| 2009   | John Mayer        | "Say"                                      | - "Wichita Lineman" – James Taylor                                    | [ 1 ] [ 2 ] |
| 2010   | Jason Mraz        | "Make It Mine"                             | - "All About the Love Again" – Stevie Wonder                          | [ 1 ] [ 3 ] |
| 2011   | Bruno Mars        | "Just the Way You Are"                     | - "Half of My Heart" – John Mayer                                     | [ 1 ] [ 3 ] |

## Kỷ lục

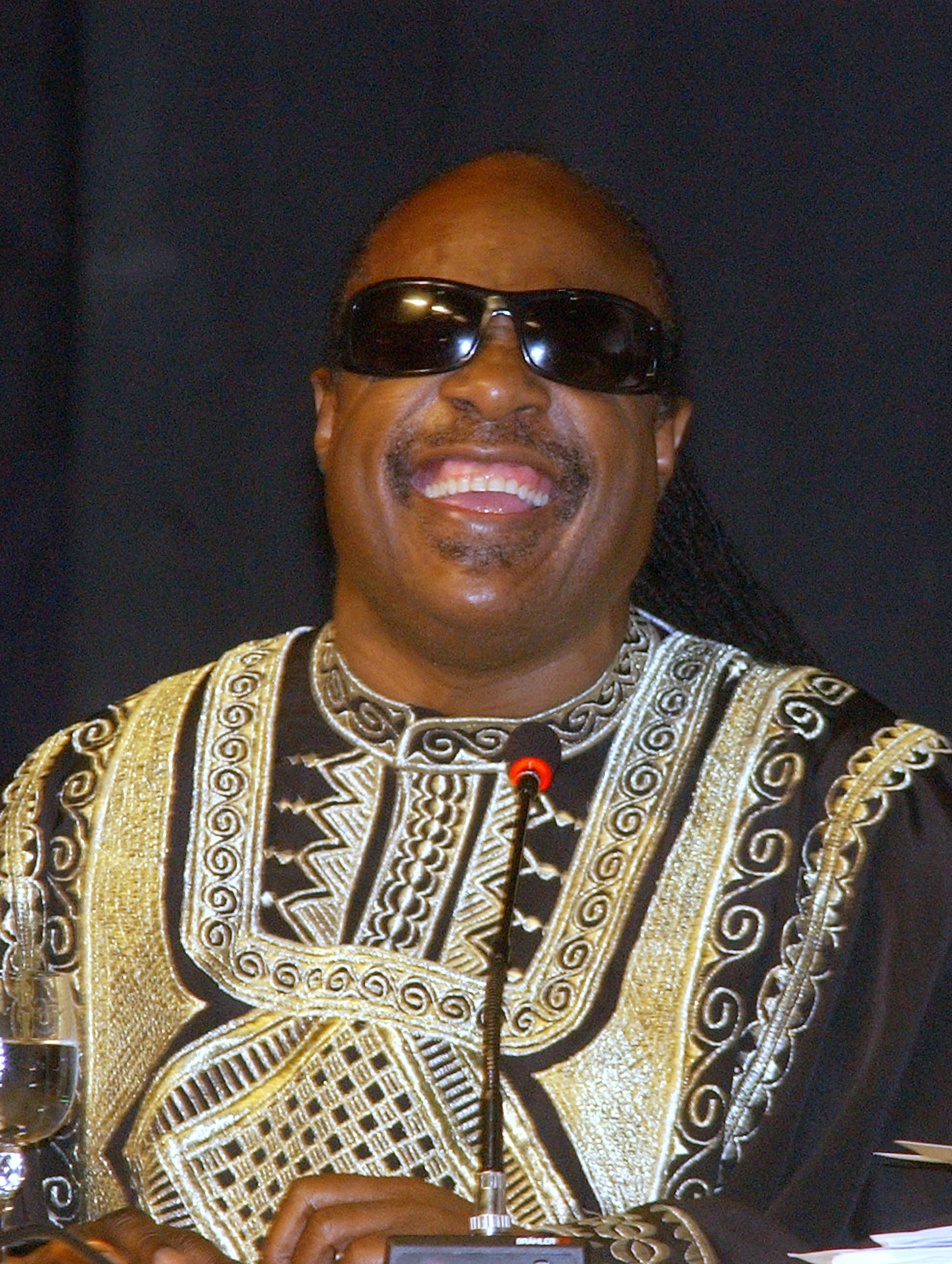
Stevie Wonder là nghệ sĩ nam thắng nhiều giải nhất (cùng Sting và John Mayer), với 4 giải

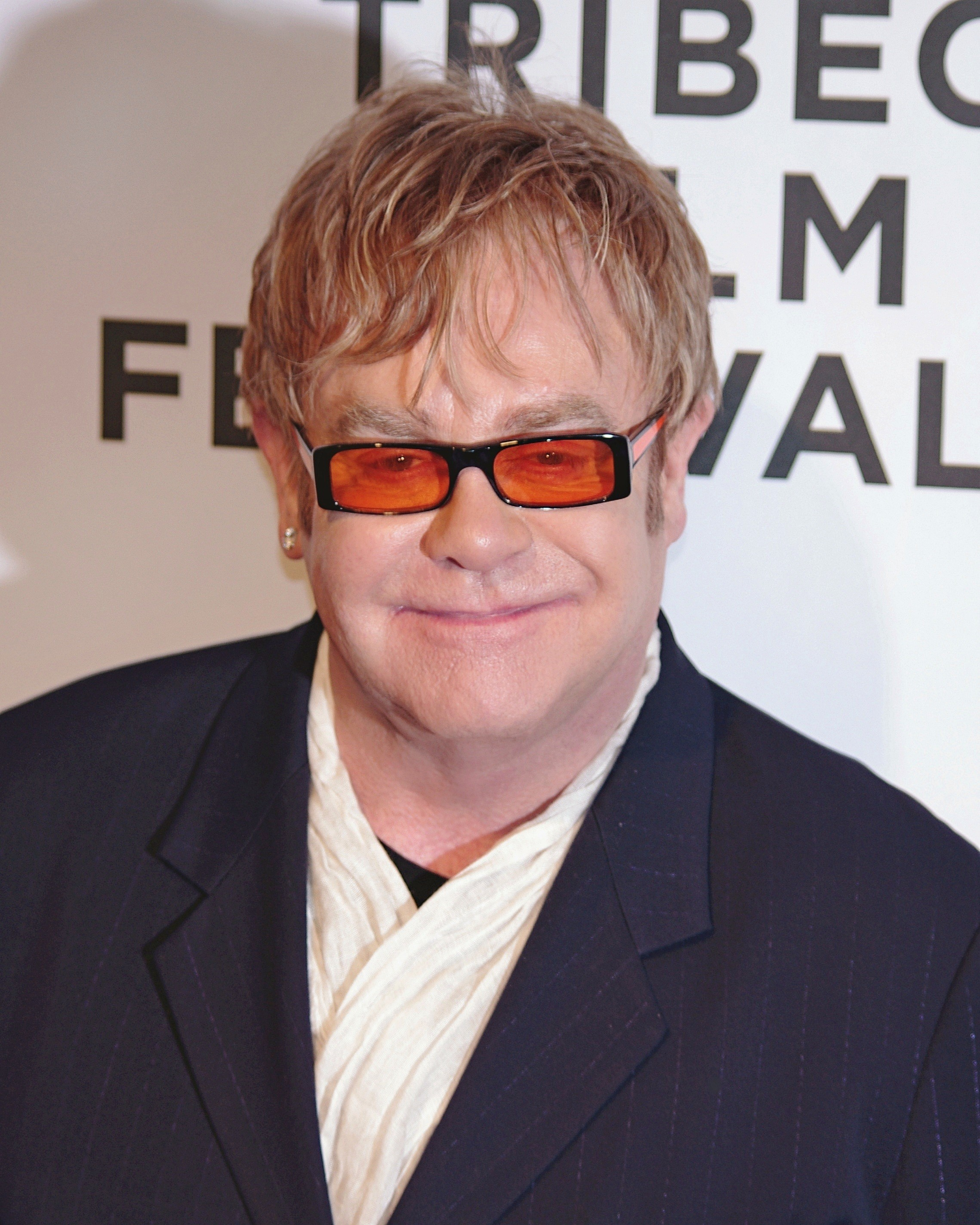
Nghệ sĩ nhận được nhiều đề cử nhất và đã thắng 2 giải - Elton John

Nhiều chiến thắng nhất
| Hạng                | 1st                            | 2nd                                     | 3rd                                                                               |
| ------------------- | ------------------------------ | --------------------------------------- | --------------------------------------------------------------------------------- |
| Nghệ sĩ             | Stevie Wonder Sting John Mayer | Frank Sinatra Eric Clapton James Taylor | Jack Jones Harry Nilsson Elton John Michael Bolton Justin Timberlake Phil Collins |
| Tổng số chiến thắng | 4                              | 3                                       | 2                                                                                 |

Nhiều đề cử nhất
| Hạng          | 1st        | 2nd   | 3rd                |
| ------------- | ---------- | ----- | ------------------ |
| Nghệ sĩ       | Elton John | Sting | Frank Sinatra Seal |
| Tổng số đề cử | 12         | 11    | 8                  |